# Henk van der Horst
Henk Anton van der Horst (Amsterdam, 16 oktober 1939) is een Nederlands programmamaker, acteur, schrijver en dichter, die vooral bekend werd als medewerker van het televisieprogramma Farce Majeure van de toenmalige NCRV.

## Loopbaan
Van der Horst werd opgeleid tot onderwijzer en stond enige jaren voor de klas, onder andere in het jongensinternaat De Hertenkamp te Hollandsche Rading (Bijzonder jeugdwerk in Internaatsverband van het toenmalige Ministerie van Cultuur, Recreatie en Maatschappelijk Werk (CRM)) en bij de school van Cornelis Vrij in Amsterdam. In 1966 werd hij medewerker van het toentertijd zeer bekende Farce Majeure, een komisch, satirisch en muzikaal televisieprogramma. Hij werkte daar samen met Alexander Pola, Fred Benavente, Ted de Braak en Jan Fillekers. Later maakte hij samen met  Fillekers de televisieprogramma's Showroom, Daar zeg je zowat en de jaarlijkse Nationale Nieuwsquiz, en met dierentuindirecteur Antoon van Hooff een serie programma's over dierentuinen onder de titel Ja Natuurlijk - Dierentuinen in Europa en Dierenfamilies. In 2012 was hij deelnemer in het programma Krasse Knarren van Omroep MAX.

## Schrijver
Van der Horst is daarnaast als schrijver actief. Hij debuteerde in 1995 als romanschrijver bij De Arbeiderspers met de roman Het Geuroffer. Van der Horst bracht verder samen met Fillekers een boek uit over Showroom, schreef met Antoon van Hooff een gids over dierentuinen in Europa en schreef een encyclopedie over mensen met de voornaam Henk, samen met zijn broer Wim van der Horst (1932-1998), over wie hij in 2000 een bibliofiel boekje publiceerde. Ook vertaalde hij samen met Walter Kous het toneelstuk The homecoming van Harold Pinter. In 2013 redigeerde hij het boek Herinneringen. Ovatie aan het leven van Kees Brusse naar aanleiding van de verhalen die Brusse hem vertelde. Eveneens in 2013 publiceerde hij Mijn kinderjaren (gedichten).

## Televisie

### Showroom
Showroom was een programma dat Van der Horst presenteerde samen met Jan Fillekers en Coen van Vrijberghe de Coningh waarin excentrieke mensen aan het woord kwamen. Deze mensen vertelden over hoe ze hun dagen doorbrachten en hoe zij tegen het leven aankeken. Sommige mensen werden daar beroemd mee, onder anderen Dirk van Noort die bleef beweren dat er nooit mensen op de maan waren geweest. Een andere gast in Showroom Daan Modderman heeft in de jaren tachtig ook deelgenomen aan het panelprogramma Daar zeg je zowat.
In 2006 hebben Henk van der Horst en Jan Fillekers samen een terugblik op Showroom gemaakt in een serie van acht uitzendingen. Ze noemden het Denkend aan Showroom...

### Daar zeg je zowat
Daar zeg je zowat was een panelprogramma gepresenteerd door Fillekers. In het panel zaten schrijfster Yvonne Keuls, hoogleraar Hans van den Bergh, acteur Peter Faber en Daan Modderman, een voormalige gast uit Showroom.

### Prettig geregeld
Prettig geregeld was een comedyserie over twee onderwijzers, waarbij de man thuis bleef voor het huishouden en de vrouw op de school werkte. Hoofdrollen waren weggelegd voor Anne Wil Blankers, Peter Faber, Mieke Verstraete en Hassan Gnaoui.

### Nationale nieuwsquiz
De Nationale Nieuwsquiz is een programma waarin vragen over het nieuws worden gesteld. Eerst verscheen het programma als een jaarlijks evenement, later als een wekelijks programma. Presentator van het eerste uur was de nieuwslezer Harmen Siezen, later werd het programma mede door Mieke van der Weij gepresenteerd.